# Saint-Germain-de-Prinçay
Saint-Germain-de-Prinçay is een gemeente in het Franse departement Vendée (regio Pays de la Loire) en telt 1405 inwoners (2004). De plaats maakt deel uit van het arrondissement La Roche-sur-Yon.

## Geografie
De oppervlakte van Saint-Germain-de-Prinçay bedraagt 24,4 km², de bevolkingsdichtheid is 57,6 inwoners per km².
De onderstaande kaart toont de ligging van Saint-Germain-de-Prinçay met de belangrijkste infrastructuur en aangrenzende gemeenten.

## Demografie
Onderstaande figuur toont het verloop van het inwonertal (bron: INSEE-tellingen).

1. ↑  Populations de référence 2022.